# Johanna I av Auvergne (dauphine)
Johanna I av Auvergne, död 1436, var en fransk vasall, regerande dauphine av Dauphinatet Auvergne mellan 1426 och 1436. 
Hon var dotter och enda barn till Béraud III av Auvergne och Jeanne de La Tour. Hennes far gifte om sig efter hennes mors död, men fick inga barn i sitt andra äktenskap, och hon var därför hans enda arvinge. Hon efterträdde därmed sin far vid hans död 1426. Hon var då över tjugo år gammal och behövde ingen förmyndarregent utan kunde tillträda regeringen direkt. 
Hon gifte sig 8 februari 1426 med sin kusin Ludvig I av Montpensier som blev hennes medregent jure uxoris. Genom giftermålet enades Dauphinatet Auvergne med Grevskapet Montpensier. Hon fick inga barn, men hennes make fortsatte regera efter hennes död och efterträddes därför av sin egen son i andra äktenskapet.